# Pitòspor
El pitòspor (Pittosporum tobira) és una espècie de planta amb flors del gènere Pittosporum dins la família de les pitosporàcies (Pittosporaceae).
També s'han recollit les variants lingüístiques pitospor, pitospòrum i pitosporus.
És originari del Japó i la Xina, però s’utilitza a tot el món com a planta ornamental en paisatgisme i floricultura.

## Noms i etimologia
El qualificador binominal tobira deriva del nom japonès de la planta.
El nom del gènere pittosporum, procedeix del grec dels sustantius pitta (que significa "brea") i sporos (que significa "llavor"), en al·lusió a la substància resinosa que envolta la llavor.
Al Japó i a la Xina, d'on és originària, se la coneix com a tovera (トベラ en japonès) i hai tong hua shu (海桐花 属 en xinès). El seu nom japonès, tovera, prové de "tobira no ki", que es tradueix com a "arbre de la porta". Això és degut al fet que la planta emet un ordre enganxós quan es tallen les fulles o les branques, per la qual cosa es va penjar a les portes durant Setsubun juntament amb els caps de les sardines.

## Descripció
És un arbust, o amb els anys un arbre petit de fulla perenne que pot arribar als 6 m d'alçada per 3 m d'amplada. A més, té una copa bastant densa, arrodonida, de color verd fosc i un tronc curt i ramificat a poca alçària, a més de tenir una escorça llisa de color marró grisenc o marró vermellós en alguns dels casos. 

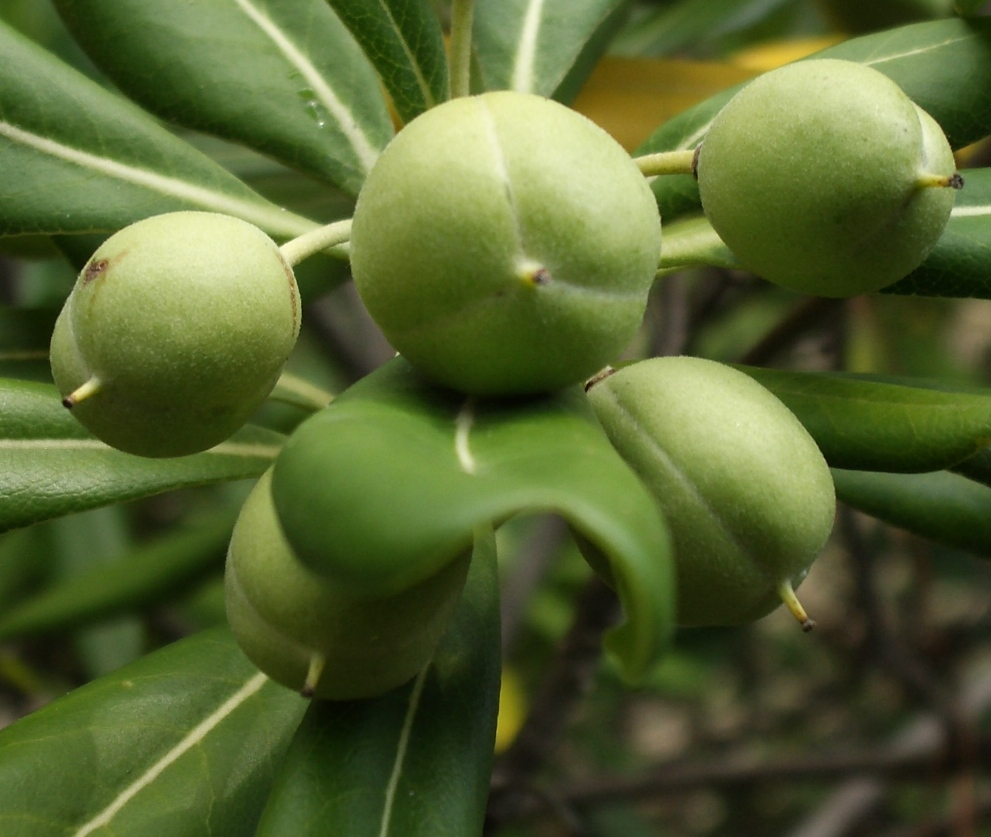
Fruit Pittosporum Tobira

Les fulles són alternes i simples, agrupades cap a l’extrem de les branques amb una forma ovalada i molt obtuses de color verd fosc amb vores que s’arrissen per sota i poden mesurar fins a 10 cm de longitud. Són d’una textura coriàcia, de color verd fosc brillant per la part davantera i de color verd clar per la part del darrere. El nervi central és de color groc i té entre 6 i 8 pars de nervis laterals molt fins.
La inflorescència és un cúmul de flors perfumades que apareixen als extrems de les branques. La flor és bisexual, oloroses, tòxiques i té cinc pètals blancs cadascun aproximadament d’1 cm de llargada, però el diàmetre de la flor és d’uns 1,2 cm de diàmetre, les quals estan disposades en umbel·les terminals.
El fruit és una càpsula peluda i llenyosa amb forma d’ovoide d’uns 15-20 x 10-12 mm, més o menys pubescent, acompanyada de l’estil persistent, de color castany-groguenc a la maduresa, dehiscent per tres vàlvules llenyoses. On a l’interior hi ha llavors negres en un llit de polpa resinosa. A finals de tardor s'obren i hi ha una flor de color vermella i enganxosa.

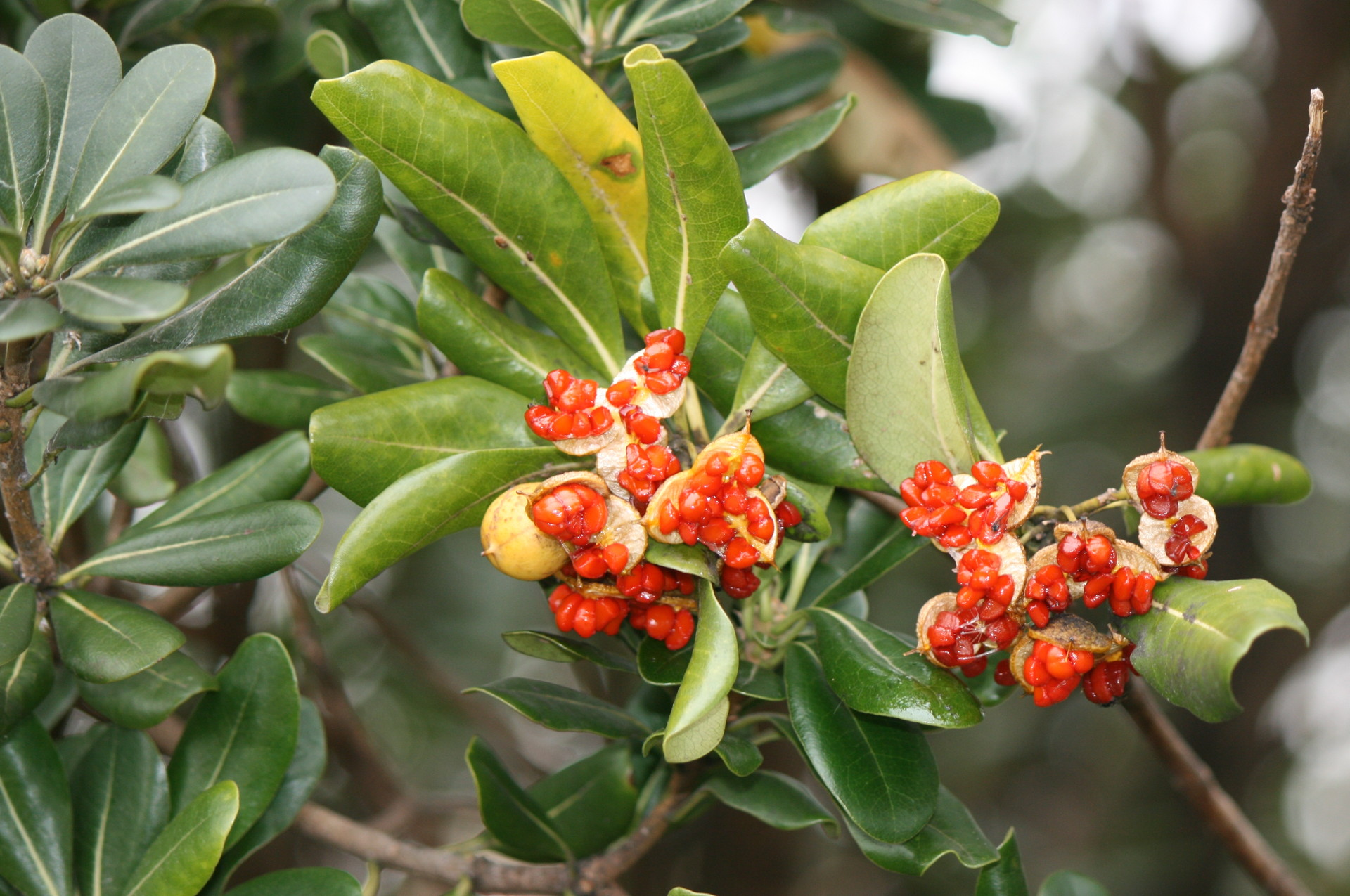
Fruit Madur Pittosporum Tobira

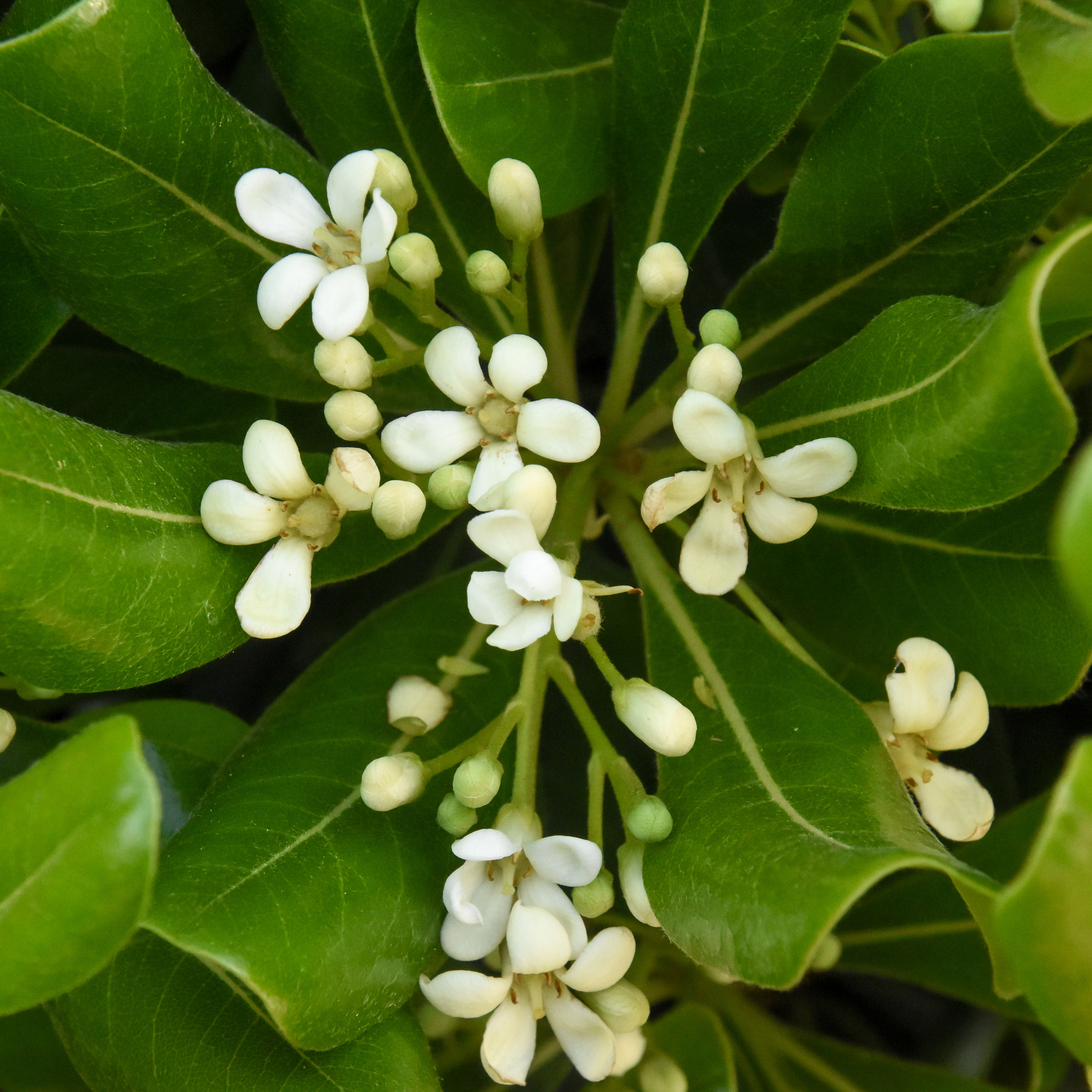
Flor Pittosporum Tobira

Creix en boscos, zones calcàries, vessants, costes de sorra i marges de la carretera, generalment fins als 1800 m del nivell del mar. És una planta resistent a la contaminació de les grans ciutats. S'utilitza per fer tanques vives i protegir jardins a prop del mar.

## Química
Tot i que normalment no es considera comestible, s’ha analitzat la composició nutricional de les llavors d'aquesta espècie. Les llavors són majoritàriament riques en hidrats de carboni (71,3%) i pel contrari té un baix contingut en greixos (5,6%). Això fa que no es pugui classificar com a llavor oliosa. Però, l'alt contingut en cendres pot suggerir la presència de quantitats considerables de nutrients inorgànics en aquesta planta.
El contingut fenòlic total és de 102,7 mg d’àcids gàl·lics equivalents per gram (GAE / g), mentre que el contingut total de flavonoides és de 31,62 mg d’equivalent de catequina per gram de base seca de pes (CAE / g DW).
A més, una anàlisi HPLC va revelar la presència de cinc àcids fenòlics, sent l'àcid cafeic el més nombrós (38,57 mg / g). Els següents àcids fenòlics més comuns van ser àcid ferúlic (20,07 mg / g), àcid p-cumaric (12,85 mg / g), àcid cinàmic (5,14 mg / g) i àcid gàl·lic (1,03 mg / g). Es van trobar 19 components que integren el 89,5% del contingut total d'olis essencials, essent els sesquiterpens oxigenats més presents (57,5%), seguits dels hidrocarburs sesquiterpens (11,8%) i els monoterpens oxigenats (6,7%). L'espatulenol va ser el component més representatiu (48,0%), seguit d’isospatulenol (5,8%), δ-Elemene (4,2%), λ-gurjunè (4,0%) i càmfora (3,7%). A més, es va trobar que els olis essencials de llavors de Pittosporum tobira presentaven una important activitat antioxidant.
També es va trobar que els extracts de metanol de P. tobira controlaven més del 90% del desenvolupament de l'explosió d'arròs, un patogen d'arròs rellevant per a la producció comercial d'arròs, a 1.000 μg / ml.

## Usos i cultius
Aquest arbust és una planta paisatgística comuna, tolerant la sequera i força rústica i resistent. S'han desenvolupat molts cultius, incloses les formes nanes i la popular "''Variegatum''", que té fulles variegades. Aquesta espècie es multiplica per llavors, que s’han de tractar en remull abans de la sembra i per esqueixos sota boira, amb o sense hormones d'enrequeriment.
Aquesta planta es cultiva pel seu fullatge i les seves flors, fent-se servir amb freqüència per formar arbustos, ja que respon molt bé a la poda.
S'utilitza per a tanques i bardisses, apantallaments vegetals i caixes de jardineres en interiors i exteriors. Les tiges, fulles i fruits secs s'usen en arranjaments florals.
P. tobira està bé aclimatada al Mediterrani, pel fet que suporta gelades curtes i li agraden els llocs assolellats o en semiombra. Per aquest motiu cal vigilar i controlar la seva expansió incontrolada als espais naturals propers. Tanmateix, pot ser més sensible que altres plantes ornamentals comunes a l'estrès induït per la sequera i la contaminació urbana, ja que necessita terra ben drenada i de diferents tipus. Però, és molt resistent i aguanta molt bé el vent i la salinitat.
El 2014, un estudi que va comparar els efectes de l'estrès hídric de cinc plantes ornamentals comunes va trobar que P. tobira era l’única planta que va veure afectada la seva biomassa seca total de forma significativa (observant una disminució del 19% en la biomassa). La planta també pot ser útil per a jardineria resistent al foc a causa de la seva elevada calor bruta de combustió.
A la Península Ibérica aquesta planta es comporta com a invasora, ja que els ocells disseminen les llavors, apareixent assilvestrada als boscos propers i augmentant la seva expansió de forma progressiva. La seva expansió provoca competència amb les plantes autòctones, eliminant-les per competència i empobrint la biodiversitat de boscos i jardins.
Seria molt més recomanable, utilitzar arbustos d'espècies autòctones per crear tanques de jardineria. Una anàlisi del 2016 de 49 espècies de plantes en espais verds de Madrid va trobar que P. tobira es trobava entre els arbustos més probables d'expandir-se a la natura, provocant danys a la distribució d'espècies de plantes autòctones.
L'espècie i la varietat "Variegatum" han obtingut el premi al mèrit del jardí de la Royal Horticultural Society.

## Principals cures

### Climatologia
P.tobira és una espècie rústica que s'adapta molt bé a diversos entorns climàtics. El seu interval de temperatures és bastant ampli, encara que no tolera en eccés les baixes temperatures i les gelades. És per això, que en zones frígides o amb gelades llargues, s'ha de protegir, especialment a les plantes joves o acabades de plantar, ja que es poden produir danys en les fulles.
Es una espècie que es planta en zones de sol o semi ombra, és per això que es pot cultivar en zones amb molta humitat (inclús en zones costaneres) i en zones secas, encara que no molt seques perquè poden perjudicar a la planta a l'hora de la floració. El rang òptim d'humitat ambiental està comprimit entre el 60% i 80%.

### Abonat
Als mesos de la primavera i estiu, és important col·locar adob a la planta cada 3 o 4 setmanes. Per això, la forma més còmoda és utilitzar fertilitzant líquid que injectarem amb el sistema de reg per goiteig. Tanmateix, hem d'utilitzar un adob de bona qualitat que no només tingui nitrogen, fòsfor i potassi, sinó que també contingui altres microelements, que són importants pel creixement de la planta.

### Terra
És una planta que no és molt exigent amb el sól, tan sols que la terra ha de poder permetre que l'aigua que quedi en excés es pugui escórrer d'una manera ràpida, igual que ha de ser força alcalina, sense necesitar un sòl que sigui àcid.
També hem d'anar amb compte amb el fet de col·locar al fons d'una masseta uns trossos de fang cuit per poder afavorir que s'escorri més ràpid l'aigua en excés. Podem recomanar també l'ús de la terracota, ja que aquesta en ser porosa permet que la terra pugui respirar igual que corregir algun excés d'aigua al reg, cosa que vol dir que permet que l'aigua es pugui evaporar.

### Poda
És una espècie adaptada molt bé a podas regulars, buscant així donar-li una forma particular per poder definir l'arbustiva. A més, deguda a la seva vertiginositat a l'hora de produir nous brots i flors en primavera, la poda es realitza a finals d'estiu.

### Reg
Partint dels mesos de primavera i durant els mesos d'estiu, l'hem de regar amb molta aigua i hem d'esperar a que el substrat s'assequi entre cadascun dels regs, evitant que passin embassaments bé sigui a el terreny o el posamacetas.
Per altra banda, a l'hivern es limitarà la totalitat dels regs a zones de pluviometria (1 pluja a la setmana) i s'aportarà 1 reg de 20 a 30 min a la setmana en zones molt seques.
Quan ens dediquem a complir la tasca del reg, és important que puguem recordar que aquesta és una planta que no és amant dels rags de manera excessiva.

### Plagues
Per la disposició de les fulles i el nombre de tiges provocades per la nova generació produïdes a la primavera, aquestes atrauen espècies xucladores que es localitzen en noves fulles i brots. Entre les que més destaquen trobem el pugó i la coccoïdeus. El Pugó, es localitza als brots nous i rovells axil·lars, a més de la part del revers de fulles joves i les coccoïdeus, solen ubicar-se a les tiges, però no a les fulles.

### Altres problemes
Quan Pittosporum tobira perd el seu color verd natural, pot ser per:
• Excés d'aigua, les arrels estan sense oxigen amb manca de transpiració i reducció de l'activitat fotosintètica.
• Manca de nutrients, una clorosi generalitzada del tarongina de la Xina serà conseqüència d'una baixa nutrició de nitrogen. En canvi, si només els brots i les fulles noves mostren aquesta clorosi, el més probable i comú és la clorosi fèrrica.
• Manca d'il·luminació, en zones molt ombrívoles redueixen la verdor original de la planta. És la situació més rara per al cas del pitòspor, però no es descartarà si el terra no està excessivament humit i la nutrició de la planta és correcta.